# Kreis Nienburg
| Basisdaten                   | Basisdaten          |
| ---------------------------- | ------------------- |
| Preußische Provinz           | Hannover            |
| Regierungsbezirk             | Hannover            |
| Verwaltungssitz              | Nienburg/Weser      |
| Fläche                       | 497,42 km² (1925)   |
| Einwohner                    | 30.446 (1925)       |
| Bevölkerungsdichte           | 61 Einw./km² (1925) |
| Gemeinden                    | 45 (1925)           |
| Lage in der Provinz Hannover |                     |
|                              |                     |

Der Kreis Nienburg war von 1885 bis 1932 ein Landkreis im Regierungsbezirk Hannover der preußischen Provinz Hannover. Der Kreissitz war in Nienburg/Weser. Der Kreis war der Vorläufer des heutigen Landkreises Nienburg/Weser.

## Geschichte
Der Kreis Nienburg wurde am 1. April 1885 im Rahmen der Bildung von Landkreisen in der Provinz Hannover aus der selbständigen Stadt Nienburg und dem Amt Nienburg gebildet. Einige Zeit später wurde der Kreis in Kreis Nienburg a./Weser umbenannt. Bei der Kreisreform vom 1. Oktober 1932 wurde der benachbarte Kreis Stolzenau eingegliedert. Hinzu kamen außerdem die Gemeinden Haßbergen und Anderten aus dem aufgelösten Kreis Hoya. Dadurch entstand der deutlich größere Kreis Nienburg a./Weser.

## Landräte
- 1864–1875: Heinrich Adolph Küster
- 1875–1887: Carl Meister († 1887)
- 1887–1919: Adolf von Buschmann
- 1919–1932: Hans-Henning von Klitzing (1885–1964)
- 1932–9999: August Loos (1888–1968)

## Einwohnerentwicklung
| Einwohner      | 1890   | 1900   | 1910   | 1925   |
| -------------- | ------ | ------ | ------ | ------ |
| Kreis Nienburg | 24.841 | 27.532 | 29.569 | 30.446 |

## Gemeinden
Die folgende Tabelle enthält die 45 Gemeinden des Kreises Nienburg mit ihrer Einwohnerzahl von 1925:
| Gemeinde       | Einwohner | Gemeinde      | Einwohner | Gemeinde          | Einwohner | Gemeinde            | Einwohner |
| -------------- | --------- | ------------- | --------- | ----------------- | --------- | ------------------- | --------- |
| Balge          | 223       | Binnen        | 272       | Bockhop           | 352       | Bolsehle            | 268       |
| Borstel        | 451       | Bötenberg     | 204       | Brokeloh          | 333       | Buchhorst           | 174       |
| Bühren         | 285       | Dienstborstel | 182       | Dolldorf          | 307       | Drakenburg, Flecken | 864       |
| Erichshagen    | 1.240     | Estorf        | 653       | Gadesbünden       | 355       | Glissen             | 220       |
| Groß Varlingen | 144       | Heemsen       | 443       | Holte             | 445       | Holtorf             | 1.294     |
| Holzbalge      | 127       | Husum         | 511       | Kampen            | 160       | Langendamm          | 141       |
| Leeseringen    | 404       | Lemke         | 604       | Liebenau, Flecken | 1.239     | Linsburg            | 649       |
| Lohe           | 753       | Mehlbergen    | 193       | Nienburg, Stadt   | 10.406    | Oyle                | 512       |
| Pennigsehl     | 655       | Rohrsen       | 305       | Schessinghausen   | 428       | Sebbenhausen        | 317       |
| Sieden         | 253       | Sonnenborstel | 138       | Staffhorst        | 517       | Steimbke            | 630       |
| Stöckse        | 448       | Wenden        | 554       | Wendenborstel     | 337       | Wietzen             | 1.254     |
| Wohlenhausen   | 170       |               |           |                   |           |                     |           |

Bis zu ihrer Auflösung in den 1920er Jahren bestanden im Kreis Nienburg außerdem die Guts- und Forstbezirke Krähe, Grinderwald, Weberkuhle und Westerbuch.